# Gongivaripalli
Gongivaripalli est un village du district de Chittoor dans l'État d'Andhra Pradesh en Inde. 
Selon le recensement de l'Inde de 2011, la localité compte une population de 1 741 habitants.